# Mellina van Asbeck

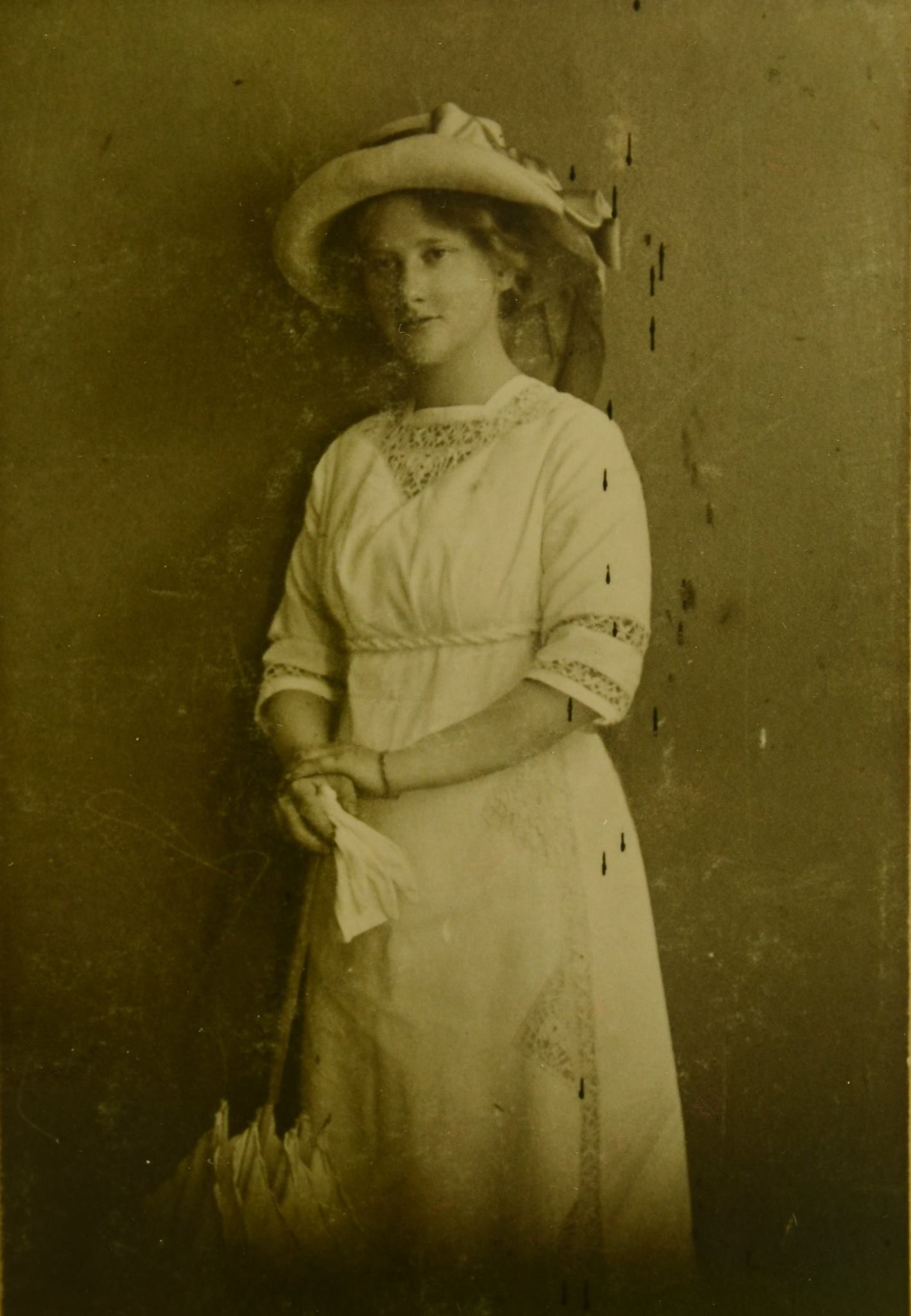
Mellina van Asbeck ca. 1912

Agnes Mellina barones van Asbeck ( Arnhem, 10 januari 1886  - Troinex (Geneve), 25 maart 1962) was een theosofe en vredesactiviste die in de jaren tussen de Eerste en Tweede Wereldoorlog pleitte voor een verenigd Europa. 
Mellina barones van Asbeck was een telg uit het geslacht Van Asbeck en een dochter van gezant ir. Dirk baron van Asbeck (1854-1930) en jkvr. Isabella Francisca Mollerus (1863-1920), telg uit het geslacht Mollerus; ze werd vernoemd naar de ouders van haar moeder, Agnes en Mello. Als dochter van een gezant van de Nederlandse regering in Parijs, Tokio en Warschau bracht Mellina een groot deel van haar leven door in Parijs en Geneve. Van Asbeck promoveerde in 1926 in Parijs aan de Sorbonne in de filosofie. Op latere leeftijd, rond 1960, promoveerde zij in Geneve in de sociologie.

## Internationale School voor Wijsbegeerte
Na het uitbreken van de Eerste Wereldoorlog zocht een groep Nederlandse denkers naar manieren om het geweld te stoppen. In een nieuwe Europese cultuur zouden emancipatie, persoonlijke ontwikkeling en politiek idealisme de boventoon moeten voeren. Er vormde zich een kring rond schrijver en psychiater Frederik van Eeden en de Amersfoortse theemakelaar en theosoof Daniël Reiman. M. barones van Asbeck vormde samen met Van Eeden en Reiman en medebestuursleden als Jeanne van den Bergh van Eysinga-Elias, H.P.J. Bloemers (secretaris van de Amsterdamse afdeling van de Maatschappij tot Nut van 't Algemeen) een voorlopig comité dat de oprichting moest voorbereiden van een ‘Academie voor hoogere Wijsheid’. 
Het leidde op 6 december 1915 tot de oprichting van de Internationale School voor Wijsbegeerte in Amersfoort. De stichting had als doel ‘vernieuwing van de waardebepaling der levenselementen van individu en gemeenschap’, hetgeen bereikt moest worden door ‘het stichten en instandhouden eener Internationale academie voor practische Wysbegeerte en Sociologie’ en ‘het stichten en instandhouden van een internationale school voor wijsbegeerte en het daaraan verbinden van gelegenheid tot samenleving voor de studeerenden’, en ten slotte ‘het organiseeren van cursussen, ook buiten die school’.

## Volkenbond
In het interbellum zette Van Asbeck zich in voor een verenigd Europa. Dat deed ze in de hoogste politieke, economische en culturele kringen. Zo was zij betrokken bij de Volkenbond in Genève, een stad waar ze veel tijd doorbracht. Ze werkte er een tijd als correspondent van de Volkenbond. In 1932 deed zij tijdens het in Wenen gehouden 29ste internationaal vredescongres een voorstel tot de oprichting van een Europese partij. In haar Towards an European Party pleitte zij voor een Europees gezinde partij in elk Europees land. Daarbij dienden de regionale verschillen tussen de landen te worden bewaard. Om de internationale solidariteit te bereiken diende de kennis van de Europese burgers te worden vergroot. Zo kon de vrede worden bewaard en zou Europa tot economische ontwikkeling kunnen komen.

## De barones en de vluchteling
Haar gefingeerde memoires, die ze zou hebben geschreven voor haar neef Bernt Ludolf Sweder Fernand baron van Asbeck (1922-2001), en haar studie over het marxisme vormden het uitgangspunt voor de historische roman De barones en de vluchteling van schrijver en journalist Wim de Wagt. De Wagt beschrijft daarin haar streven naar vrede en samenwerking in een verenigd Europa, tegen de achtergrond van een dreigende wereldoorlog.
Van Asbeck overleed op 76-jarige leeftijd in een dorpje bij Genève.

## Biografie
- Wim de Wagt - De barones en de vluchteling; uitgeverij Boom, Amsterdam (2019) ISBN 9789024427154